# Nilisaari (ö i Östra Lappland)
Nilisaari är en ö i Finland. Den ligger i sjön Onkamojärvi och i kommunen Salla i den ekonomiska regionen  Östra Lapplands ekonomiska region  och landskapet Lappland, i den norra delen av landet, 800 km norr om huvudstaden Helsingfors. Öns area är 5,4 hektar och dess största längd är 0,6 kilometer i nord-sydlig riktning.